# 山本泰夫
山本 泰夫（やまもと やすお、1946年 - ）は、日本のジャーナリスト。産経新聞出版代表取締役社長。東京都生まれ。

## 来歴
1971年同志社大学卒業、産経新聞社に入社。1994年編集局整理部長。1999年編集局局次長。2002年大阪本社写真報道局局長。2004年から現職。
1988年のリクルート事件報道の際、新聞に用いた“見出し”「ふつうは“汚職”と申します」が大きな話題を呼び、同年の新語・流行語大賞（特別賞部門・報道傑作賞）を受賞している。

## 著書
- 『ジャーナリズムの情理 新聞人・青木彰の遺産』（産経新聞出版、2005年、ISBN 978-4902970241）
- 『新編新聞整理の研究』（日本新聞協会、1994年）

ほか共編著、発行本多数